# Cantimplora

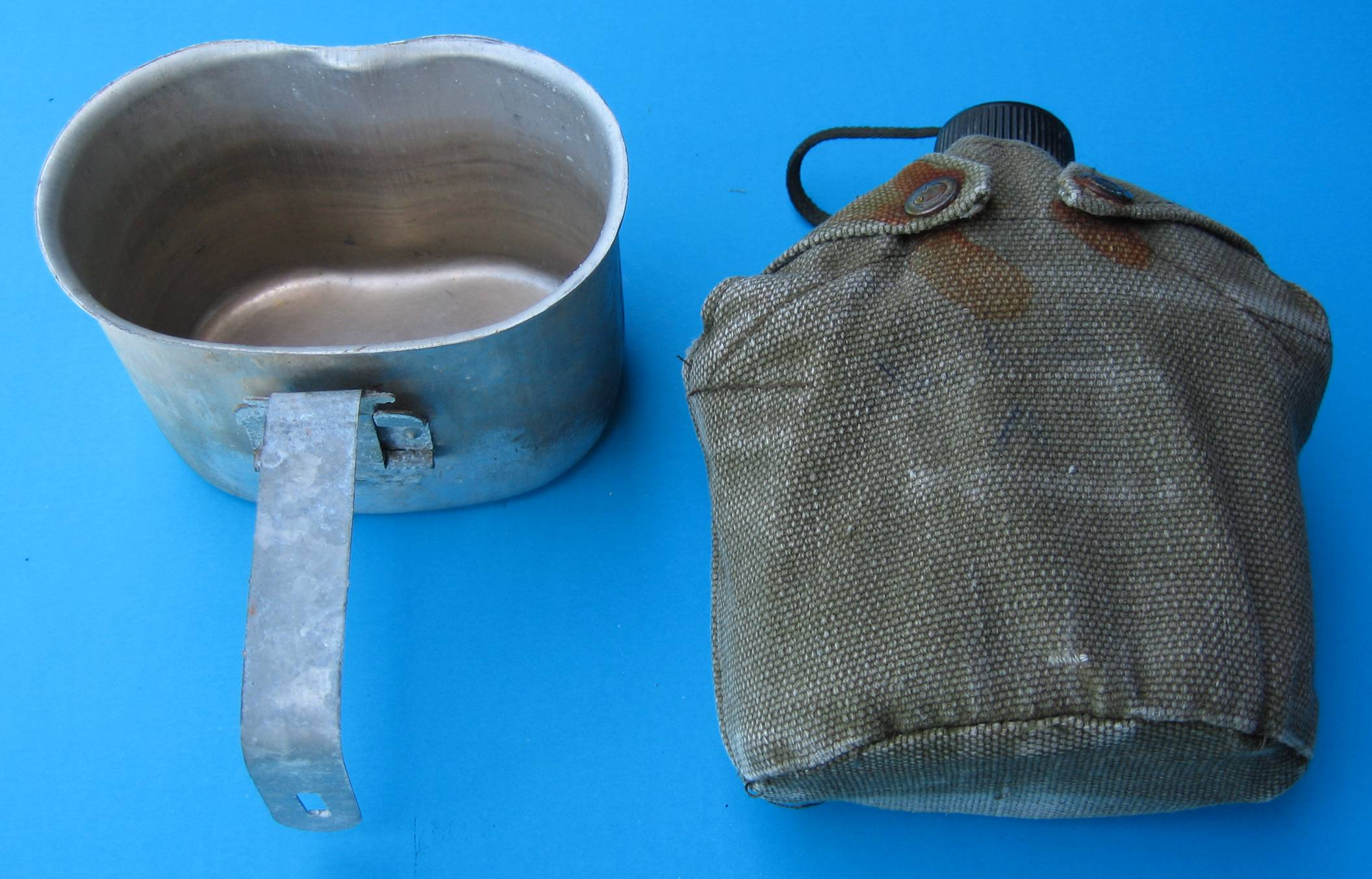
Cantimplora militar i got (ací en forma de tassa) que s'hi acobla a l'exterior.

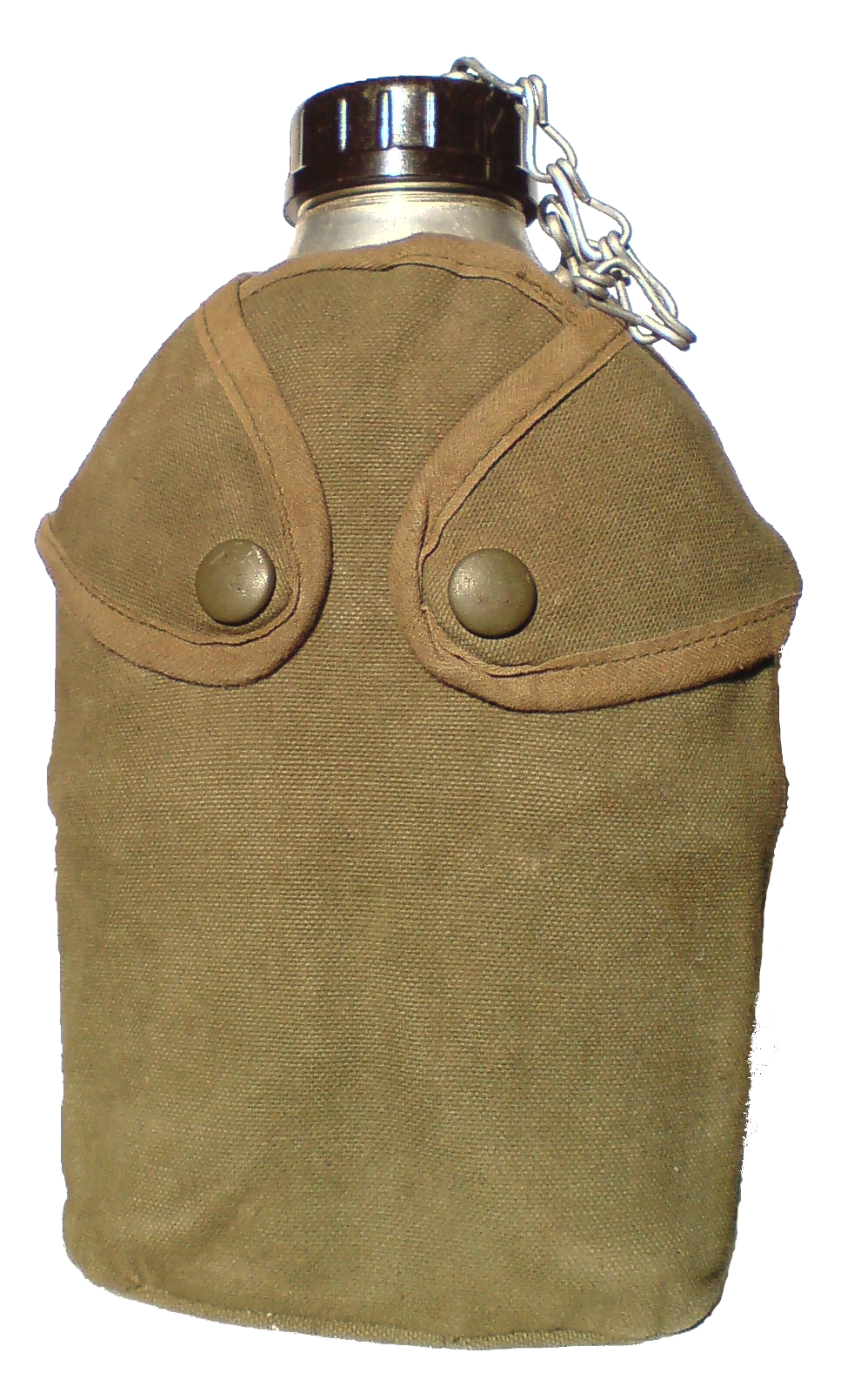
Cantimplora metàl·lica amb funda de tela utilitzada per l'Exèrcit de Terra francès.

La cantimplora o carabassa és un tipus de recipient que s'utilitza per a dur beguda per a consum humà, sovint per part d'excursionistes, campistes, militars i treballadors del camp. Normalment té anelles o un altre mitjà de subjecció per a dur-la penjada de l'espatlla o a la cintura, així com un aïllant tèrmic per a mantenir la temperatura alta del beure en temps calorós, ja sigui recobrint el recipient o mitjançant cambra d'aire. Alguns tipus de cantimplora porten acoblat un estri per a beure, que pot ser un got (a voltes una tassa), sobre el tap, o bé una gaveta, a la base.
Entre les cantimplores primigènies destaquen les que eren fetes amb una carbassa a la qual es feia un forat de sortida i s'eixugaven al foc. Així mateix, a l'Antiguitat ja eren conegudes les bótes de cuir i els recipients metàl·lics.
També foren molt utilitzades les bótes de cuir, però tenen l'inconvenient que es fan malbé i fins i tot arriben a inutilitzar si no es fan servir, a més que solen comunicar al líquid que conté el gust de la pega negra que revesteix interiorment el cuir.
Més tard, van sorgir les cantimplores de vidre, material que preservava més bé les propietats de la beguda. Habitualment es portaven en cistells de vímet o eren cobertes amb tela i es tancaven amb taps de suro, però tenien l'inconvenient de la fragilitat del recipient.
Entre els dissenys de mitjans del segle xx van proliferar les cantimplores de metall com ara llauna, acer inoxidable o alumini, amb tap de rosca que sovint se subjectava al recipient mitjançant una cadena o corretja per a evitar-ne la pèrdua. Fou una millora envers les cantimplores de vidre, però encara eren freqüents les fugues per forats que s'hi feien, per exemple en caure a terra o en topar amb roques escarpades.
Entre els dissenys actuals és freqüent l'ús de plàstics, especialment polietilè i policarbonat. Generalment són materials tan lleugers com els seus equivalents de metall, o més, i són més fiables davant fuites, fins i tot quan cauen o són tractades severament.

## Etimologia
Cantimplora ve de la paraula composta canta i plora per la remor que fa l’atuell quan degota.